# Officer 444
Officer 444 é um seriado estadunidense de 1926, gênero ação, dirigido por Francis Ford e Ben F. Wilson, em 10 capítulos, estrelado por Ben F. Wilson e Neva Gerber. Foi produzido pela Goodwill Productions e distribuído inicialmente pela Davis Distributing Division e, após a falência desta, pela Goodwill Productions. Veiculou nos cinemas estadunidenses a partir de 15 de maio de 1926.

## Elenco
- Ben F. Wilson - Oficial 444
- Neva Gerber - Gloria Grey
- Ruth Royce - The Vulture (“O Abutre”)
- Al Ferguson - Dr. Blakely
- Lafe McKee - Capt. Jerry Dugan
- Jack Mower - Oficial Patrick Michael Casey
- Arthur Beckel - James J. Haverly
- Harry McDonald - Snoopy
- Frank Baker - Dago Frank
- Philip Ford – Filho de Haverly (creditado Phil Ford)
- Francis Ford – Chefe dos Bombeiros
- Margaret Mann - Enfermeira
- August Vollmer - August Vollmer

## Sinopse
Oficial de 444, um heróico policial, luta contra The Frog, um cérebro criminoso que está tentando se apoderar de Haverlyte, uma fórmula tão poderosa que, quem a possuir terá poder suficiente para controlar o mundo inteiro. The Frog envia sua chefe guerreira, The Vulture, pra tentar desviar o Oficial 444 de sua missão de salvar o mundo.

## Capítulos
Fonte: 
1. The Flying Squadron
2. Human Rats
3. Trapped
4. Gassed
5. Missing
6. The Radio Ray
7. Deth’s Shadow
8. The Jaws of Doom
9. The Underground Trap
10. Justice